# Marijn Franx
Marijn H. Franx (Eindhoven, 24 september 1960) is een Nederlands sterrenkundige. 
In 1988 promoveerde hij bij Hendrik C. van de Hulst op het proefschrift Structure and kinematics of elliptical galaxies. Hij was van 1988 tot 1991 Junior Fellow van de Harvard Society of Fellows. Daarna werd hij in 1993 aangesteld als hoogleraar extragalactische sterrenkunde aan de Rijksuniversiteit Groningen. In 1998 verruilde hij zijn positie als hoogleraar extragalactische sterrenkunde  voor een positie als hoogleraar astronomie aan de Universiteit Leiden.
Zijn onderzoeksterrein is de evolutie van sterrenstelsels.
Hij is betrokken bij de bouw van de James Webb-ruimtetelescoop (de opvolger van ruimtetelescoop Hubble) en de European Extremely Large Telescope.
Franx ontving in 2010 de Spinozapremie, de hoogste Nederlandse onderscheiding in de wetenschap, voor zijn werk in de extragalactische sterrenkunde.
Er is een planetoïde naar hem genoemd: 15168 Marijnfranx.
Franx is lid van de Koninklijke Nederlandse Akademie van Wetenschappen.

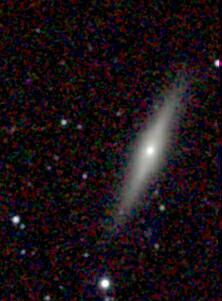
NGC 7332, een sterrenstelsel waar Franx over heeft gepubliceerd.